# Jaouad Syoud
Jaouad Syoud (in arabo جواد صيود‎?; Costantina, 17 settembre 1999) è un nuotatore algerino, specializzato negli stile farfalla,  rana e misti.

## Biografia
Si è messo in mostra ai Giochi panafricani di Rabat 2019 vincendo l'oro nei 200 m farfalla e nei 200 m misti e il bronzo nelle staffette 4×100 m misti e 4×100 m stile libero mista.
Ai Campionati africani di Accra 2021 ha vinto l'oro nei 100 m farfalla e nei 200 m misti e il bronzo nei 100 m rana.
Ha fatto parte della spedizione algerina ai Giochi del Mediterraneo di Orano 2022, edizione in cui ha vinto la medaglia d'oro nei 200 m misti (ad ex aequo con Andreas Vazaios), quella d'argento nei 100 m farfalla e il bronzo nei 200 m farfalla.
Ai Campionati africani di Tunisi 2022 ha guadagnato ben 7 medaglie d'oro e una d'argento.

## Palmarès
- Giochi panafricani

Rabat 2019: oro nei 200m farfalla e nei 200m misti, bronzo nella 4×100m misti e nella 4×100m sl mista.
Accra 2024: oro nei 50m rana, nei 200m rana, nei 200m misti e nei 400m misti, argento nei 100m rana, bronzo nella 4x200m sl, nella 4x100m sl mista e nella 4x100m misti mista.
- Campionati africani

Accra 2021: oro nei 100m farfalla e nei 200m misti, bronzo nei 100 m rana.
Tunisi 2022: oro nei 50m rana, nei 100m rana, nei 200m rana, nei 200m farfalla, nei 200m misti, nei 400m misti e nella 4×100m misti, argento nei 100m farfalla.
Luanda 2024: oro nei 200m rana, nei 200m misti, nei 400m misti e nella 4x100m sl mista, argento nei 100m rana, nei 200m farfalla, nella 4x100m sl, nella 4x200m sl e nella 4x100m misti mista, bronzo nei 50m rana e nella 4x100m misti.
- Giochi del Mediterraneo

Orano 2022: oro nei 200m misti, argento nei 100m farfalla, bronzo nei 200m farfalla.
- Giochi della solidarietà islamica

Konya 2022: oro nei 200m misti e nei 400 m misti, argento nei 200m farfalla.
- Campionati arabi

Orano 2022: oro nei 200m farfalla, nei 200m rana, nei 200m misti, nei 400m misti, nella 4×100m misti e nella 4×100m sl mista, argento nella 4×100m sl e nella 4×100m misti mista.